# Saint Elouan
Elouan est un saint breton de l'Armorique occidentale. Elouan (ou Luan ou Loan ou aussi Louan ou Louën pour des filles) est un prénom d'origine celtique. Son histoire est obscure. Originaire d'Irlande, il aurait été ermite au VIIe siècle et disciple de saint Tugdual de Tréguier. Il serait allé évangéliser les païens d'Armorique avec beaucoup d'autres missionnaires
Son culte n'est assuré que dans une chapelle qui porte son nom et qui était située dans la commune de Saint-Guen, dans les Côtes-d'Armor et proche de Mûr-de-Bretagne dans une partie très excentrée de l'ancien évêché de Cornouaille. En 1646, le Père Maunoir découvrit la chapelle du saint en ruine, et le saint lui-même. Il s'ensuivit une renaissance de son culte, amenant jusqu'à 80 000 pèlerins par an dans ce lieu isolé.

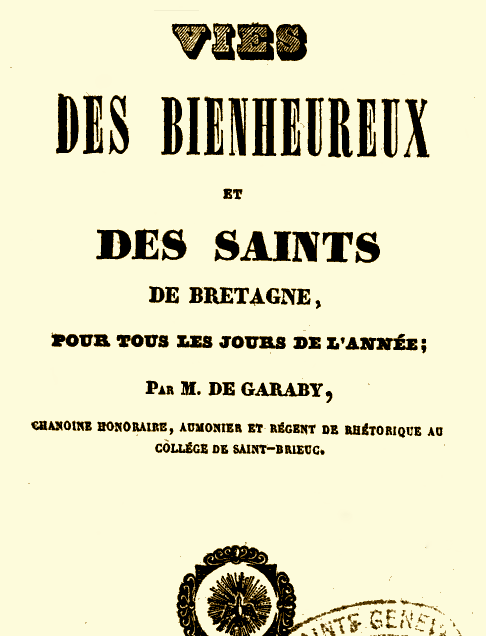
Page de garde du livre la vie des bienheureux et des saints de Bretagne, pour tous les jours de l'année de Malo-Joseph de Garaby.

La Saint-Elouan se fête le 28 août

## Variantes du nom
- Formes bretonnes : Luan, Elouen(n), Elowan, Louan, Louen, Louenn, Elouann, Kelouan, Loan, Loane, Loana, Luana, Louane, Louanne, Lou-Anne, Lou-Ann, Lohan, Luhan, Loann
- Forme irlandaise : Luan
- Forme galloise : Llywan

## Récit de Malo-Joseph de Garaby
Malo-Joseph de Garaby décrit en détail la vie de saint Elouan dans son livre publié en 1839 : la vie des bienheureux et des saints de Bretagne, pour tous les jours de l'année.

« Avant ce qui est dit de saint Elouan, au 28 août, il faut mettre : En 1666 et 1668 le père Verne, prêtre de la compagnie de Jésus, envoya de La Flèche aux Bollandistes un savant mémoire sur S. Luan ou Elouan. D'après lui, chez les Armoricains, est célèbre un S. Luan auquel se rapporte ce passage de saint Bernard : L'abbaye très-illustre de  Banchor produisait de nombreux milliers de moines, et était chef d'une foule de couvents. Ce lieu saint et fertile en saints fructifiait si abondamment pour Dieu, qu'un des fils de cette sainte congrégation, le nommé Luan, fonda cent monastères. Luan d'Armorique ne diffère pas de saint Luan, Lugide ou Moluan, dit Verne : Il est honoré dans la haute Cornouaille. Près de l'église de saint Guin, l'on voit une chapelle moderne et élégante placée sur une colline, où fut jadis un autre oratoire, mais trop petit pour suffire à l'affluence des pèlerins, ce qui le fit accroître. Sur l'autel de l'antique édifice resta, jusqu'au commencement du XVIIe siècle, une ancienne statue représentant le saint en costume d'ermite ; auprès se trouve une pierre tellement creusée qu'elle paraît avoir contenu le corps du saint un peu penché sur le côté gauche, et l'avoir reçu comme dans une cire molle. Les prodiges fréquents y continuent, et le père Maunoir en envoya des relations à son confrère Verne. Celui-ci ajoute que ce saint est appelé par les gens du lieu saint Luhan, et par les français, Elouan ; que les actes de cet élu ne sont plus dans cet endroit, qu'il ya une tradition, dont voici le fond :
1.ment      Il fut envové par saint Tugdual ou Tugal, premier évêque des Trécorois, afin que, dans la forêt que remplacent les paroisses de Mûr et de saint Guin, il menât la vie solitaire. Il y vécut depuis et y mourut. Il y est célébré par une fête anniversaire qui, de temps immémorial se fait, le dernier dimanche d'Août.
2.ment     Il était Irlandais : cependant il y en a qui le disent Breton et disciple de saint Tugdual ; mais cette opinion est fausse et nouvelle.
3.ment     Le nom que les anciens Armoricains lui donnaient le plus ordinairement était Luhan ; ils avaient encore coutume de l'appeler Luan, Elvan ou Elven.
4.ment     Le corps du saint fut déposé dans un sépulcre de pierre maintenant vide, et l'on ignore où ses reliques ont été portées.
5.ment     Sa sainteté est depuis des siècles reconnue de l'Eglise, comme le prouvent la statue et la chapelle élevée en son honneur.
Voilà, dit Verne, ce qu'apprend la vieille tradition locale ; personne ne peut la contredire en rien ; je ne saurais rien y changer ; et, si je le faisais, il n'y aurait pas un Armoricain qui ne pût m'accuser d'imposture.
Chastelain met la fête de notre saint le 4 août. Dans son Vocabulaire hagiographique il l'appelle Lugidien.
Saint Luan, Lugil, Lugide, et Moluan naquit, dans la Lagénie, de Cartache et de son épouse Sochte, qui signifie généreuse. Dès son enfance, il fut rempli de la grâce céleste, et fut élevé dans l'abbaye de Banchor par saint Comgal. Il se distingua par son obéissance et apprit ainsi à commander. Il fonda le monastère de Drome-Necte qu'il quitta pour éviter des visites importunes. Il étudia sous saint Finnian, et créa une foule d'établissements religieux, auxquels il donna une règle longtemps suivie en Irlande, et approuvée dit-on, par Grégoire-le-Grand. Le silence et le recueillement perpétuel étaient prescrits à ses religieux. Il ne permettait jamais aux femmes de s'approcher d'eux, même dans les églises. Il donnait des leçons et des exemples continuels de travail. Il montrait tant de douceur jusque dans ses réprimandes, qu'on lui donna le nom d'agneau. Voici comme il ramena un laïque qui négligeait la confession. Ils étaient sortis, quand tout à coup Luan dit que, pour la première fois de sa vie il n'avait pas ce jour-là confessé ses fautes à son directeur. La confession est-elle donc si importante ? s'écria son compagnon. Oui, reprit le saint : celui qui ne confessera pas ses péchés, ne trouvera pas grâce devant le Seigneur, et de même que tous les jours on lave les parvis des demeures ; ainsi, doit-on chaque jour purifier l'âme de ses souillures. Il le pria de l'attendre, et alla remplir ce devoir. Le coupable fit de sérieuses réflexions, et dès lors fréquenta le sacrement réconciliateur.
Luan guérit saint Molaisse d'un ulcère ; il ressuscita un vieillard mort entre ses bras ; rencontrant saint Setni, évêque, il le pria de rester avec lui, vu que la nuit venait ; le prélat lui répondant que son absence inquiéterait ses frères, et qu'il le priait plutôt de prolonger le jour, jusqu'à ce qu il les eut rejoints, Luan obtint cette faveur du ciel. S'il est notre Elouan, il sera venu chercher un nouveau champ à ses bonnes œuvres et une solitude où il mourrait ignoré. Il finit sa carrière le 4 août 622. Saint Elouan avait des disciples dans ses retraites. Plusieurs endroits portent son nom : Saint-Gelven, dont saint Juvenal est patron ; Rosquelven aussi dans Laniscat, et qui a pour patronne la sainte Vierge, et dans Vannes, la fameuse chapelle de la Vierge à Quelven. Elouan aura évangélisé ces endroits où la reconnaissance fait bénir son nom. »

— Malo-Joseph de Garaby, Vie des bienheureux et des saints de Bretagne, pour tous les jours de l'année, 1839,

## Tombeau de saint Elouan
Son tombeau se trouverait dans la chapelle de Saint-Guen,. Le sarcophage qui aurait contenu le corps de saint Elouan est abrité dans une petite niche. Sur la pierre tombale à savoir la dalle qui le recouvre est gravée cette inscription :
Ici dessous où voyez l'eau,

De saint Elouan c'est le tombeau.

Priez Dieu eu sa maison,

De vos maux aurez guérison.
Au frontispice, on voit, entre deux corniches Deo. O : M : et Sancto Elouano.
Une inscription postérieure indique dans le frontispice, ces vers :
Pour faire, à Dieu soit l'honneur,

Saint Elouan son serviteur,

Par deux G. Galerne vous assure

Oncle et neveu recteurs de Mûr.

L'an 1656
L'extrémité du sarcophage est cassée, et on dit que les fidèles y posaient la tête et apportaient au tombeau des épingles en offrande,.

## Ses traces dans la Bretagne actuelle
Il était traditionnellement honoré en Haute-Cornouaille.
- Saint Luan a donné son nom à Kerlouan, Poullaouen et à un hameau de la commune de Riantec.
- Il était honoré à Mûr-de-Bretagne.